# Uściług
Uściług (ukr. Устилуг) – miasto na Ukrainie, w rejonie włodzimierskim obwodu wołyńskiego. 2,1 tys. mieszkańców. Leży na granicy z Polską, nad Bugiem, naprzeciwko polskiej wsi Zosin, na Wołyniu. W mieście funkcjonuje drogowe przejście graniczne Uściług – Zosin oraz stacja kolejowa Uściług, położona na linii Włodzimierz Wołyński – Łudzin – LHS.
Miejsce dwóch zwycięskich bitew w historii Polski: w 1431 i 1812.

## Historia

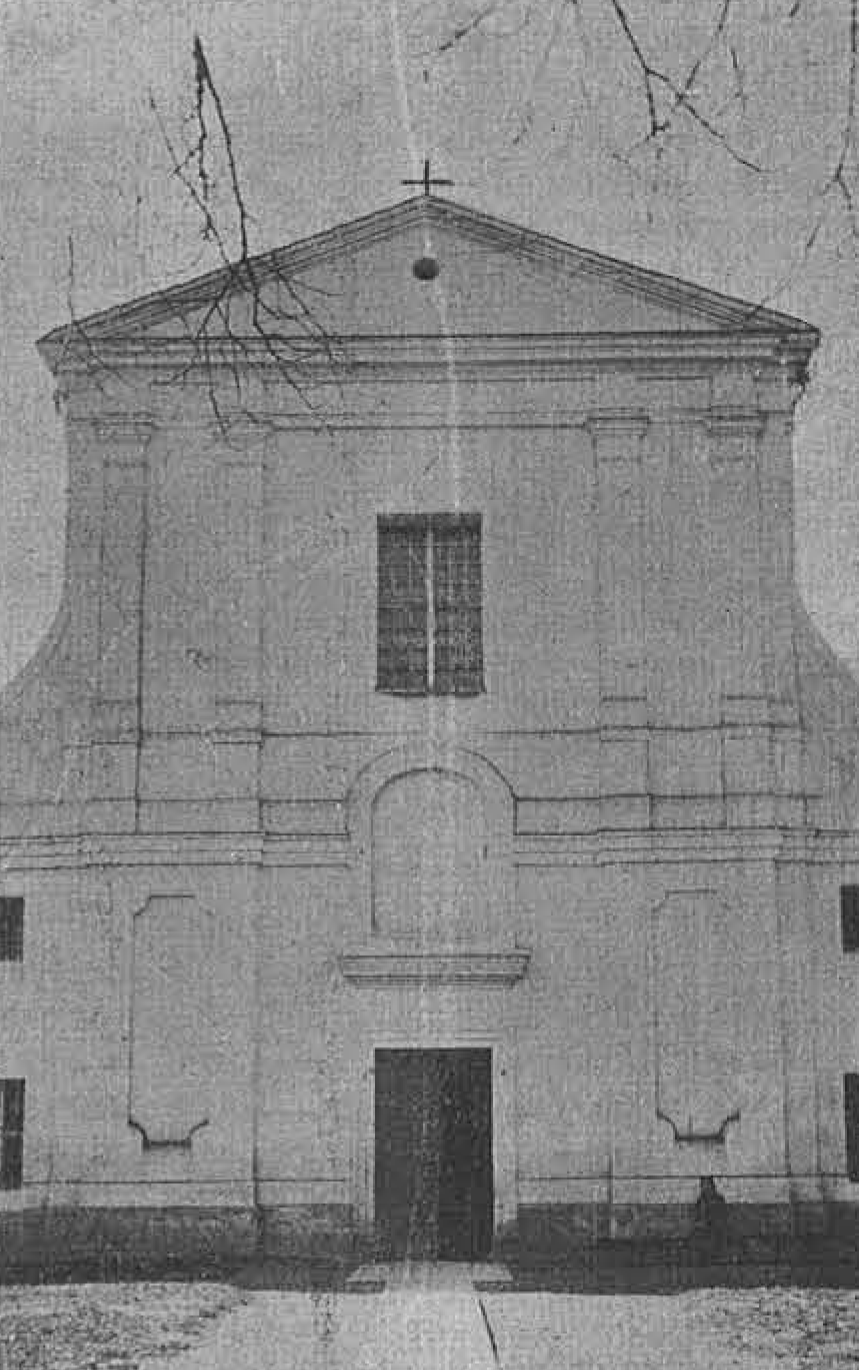
Kościół kapucynów na pocz. XX w.

Osada powstała w średniowieczu. Nazwa miasta pochodzi od wyrażenia „ujście Ługi” – rzeki, nad którą leży.
W 1240 gród zniszczyli Mongołowie.
W 1431 stoczono pod Uściługiem pierwszą bitwę wojny łuckiej. Polacy pod wodzą króla Władysława II Jagiełły pokonali tu liczebniejsze siły Świdrygiełły.
W Uściługu znajdował się zamek, który w XVI w. należał do Krupskich i Łysakowskich, a w XVIII w. do Lubomirskich. W 1653 Uściług otrzymał prawo magdeburskie. W 1747 został założony w Uściługu klasztor kapucynów.
Po III rozbiorze Polski od 1795 w zaborze rosyjskim. W 1812 w pobliżu miasta Polacy stoczyli z zaborcą zwycięską bitwę o Uściług. W Uściługu zmarł polski poeta Józef Massalski. W 1861 w pobliskim Horodle odbyła się Manifestacja Jedności Rzeczypospolitej Obojga Narodów, a kompania niewpuszczona przez zaborcę rosyjskiego do Kongresówki uczestniczyła w nabożeństwie w Uściługu. Przed I wojną światową w Uściługu mieszkał i tworzył Igor Strawinski.
W Uściługu w 1920 stacjonowała 21 eskadra niszczycielska lotnictwa wojskowego II RP. W 1921 miasto liczyło 3728 mieszkańców. Leżało w województwie wołyńskim II Rzeczypospolitej.
Od 1939 okupowane przez Sowietów, od 1941 przez Niemców, a od 1944 ponownie przez Sowietów.
Podczas okupacji hitlerowskiej, w marcu 1942 roku Niemcy utworzyli getto dla żydowskich mieszkańców. Przebywało w nim około 2000 osób. We wrześniu 1942 roku Niemcy zlikwidowali getto, a Żydów wywieźli do getta we Włodzimierzu Wołyńskim. Za ukrywanie Żydów w Uściługu Instytut Jad Waszem uhonorował w 1988 roku tytułem Sprawiedliwej wśród Narodów Świata Ukrainkę Katerynę Lipinską.
Utracone przez Polskę w 1945. W 1989 liczyło 2404 mieszkańców.

## Zabytki
- zamek[6]
- cmentarz żydowski

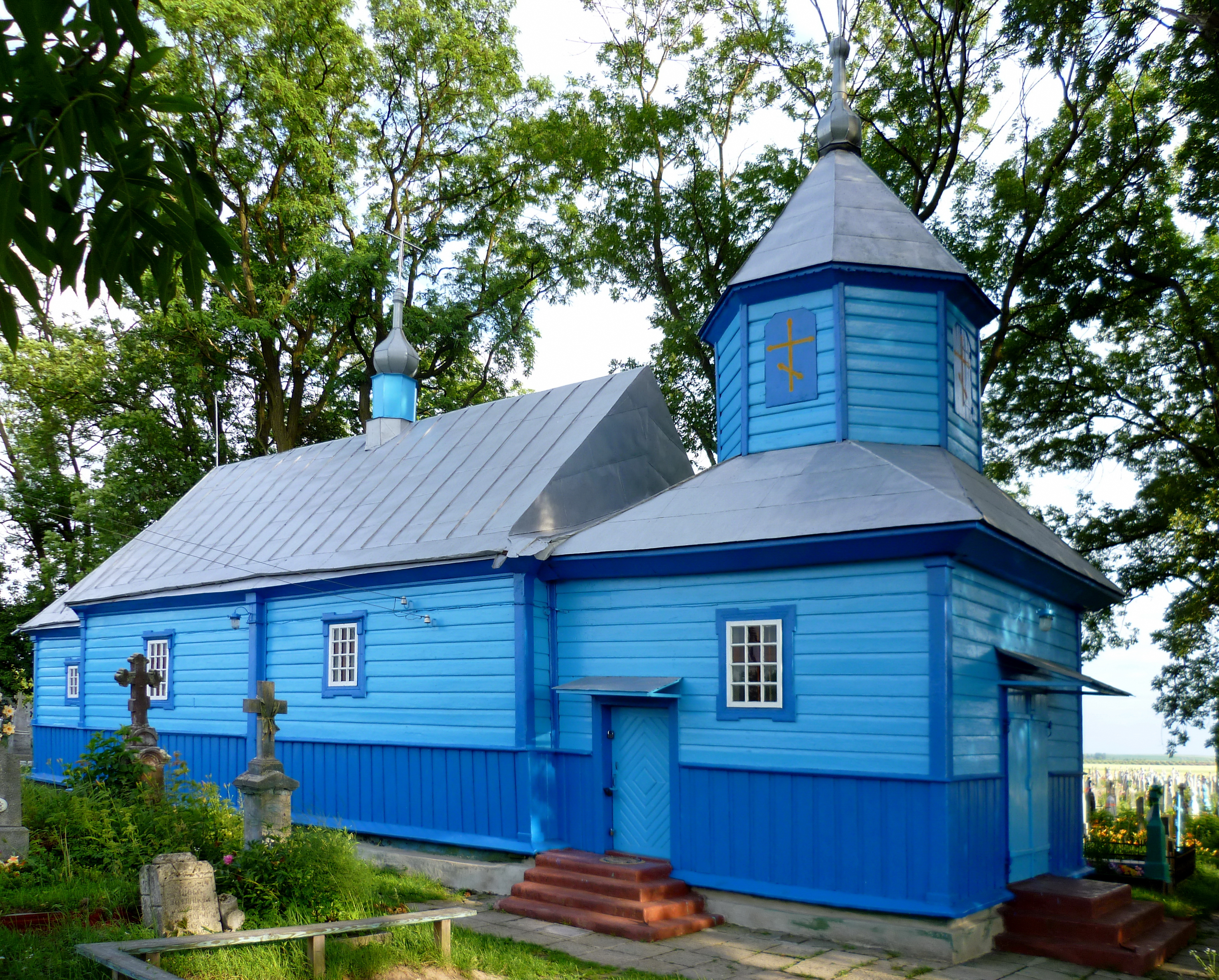
Cerkiew

- cerkiew prawosławna pw. Świętych Apostołów Piotra i Pawła

## Ludzie urodzeni w Uściługu
- Jan Boguszewski (1881–1918) – polski lekarz, podporucznik Legionów Polskich;
- Maryna Okęcka-Bromkowa (1922–2003) – polska dziennikarka, literatka i folklorystka;
- Janina Kalinowska (1935–2021) – polska działaczka kresowa, współzałożycielka i przewodnicząca Stowarzyszenia Upamiętniania Polaków Pomordowanych na Wołyniu[7].